# Tarta de pollo y champiñones
La tarta de pollo y champiñones, pay de pollo y champiñones o pie de pollo y champiñones es una tarta típica del Reino Unido, considerada uno de los tipos de tarta salada más populares de ese país, donde se suele conseguir en restaurantes especializados en fish and chips. También es popular en Australia, Nueva Zelanda y Sudáfrica.

## Ingredientes
Consiste en una corteza superior (que suele ser de hojaldre) y otra inferior, con un relleno de pequeños trozos de pollo y champiñones rebanados en una salsa cremosa. El relleno cremoso puede llevar nuez moscada o cebollín.